# Szent László-tárnics
A Szent László-tárnics vagy kígyótárnics (Gentiana cruciata) a tárnicsfélék (Gentianaceae) családjába tartozó, évelő, őshonos, védett növényfajunk. Más elnevezései dantzia-gyökér, emián, Genitus király füve, keresztfű, keserűgyökér fű, kígyófű, kígyónyelvű fű, keresztes tárnics, ördögméze, Szent László király füve, epefű, genciána.

## Elterjedése
Európa nagy részén (kivéve Nagy-Britanniát, a skandináv országokat és Portugáliát) és Ázsia nyugati részén él. Kedveli a meszes talajt, erdőszéleken, bokros, füves területeken él. Magyarországon többek közt a Gödöllői-dombság, valamint a Cserhát területén él, valamint a Mátrában is megtalálhatóak állományai.

## Megjelenése
Évelő lágyszárú növény, hajtása felálló, legfeljebb fél méter magas. Levelei ülők, lándzsa alakúak, keresztben állnak, ép szélűek. Virágai sötétkék színűek, kétivarúak. Pártája forrt szirmú, 4 sziromból áll. Júniustól augusztusig virít. Termése tok.

## Kulturális jelentősége
Magyar elnevezése onnan ered, hogy amikor Szent László király táborában a katonák között pestis tört ki, a király Istenhez könyörgött. Éjjel megjelent egy angyal álmában, aki azt mondta neki, hogy menjen ki a sátor elé és célzás nélkül lője ki nyílvesszőjét. A nyílvessző egy tárnicsot fúrt keresztül, amelyből kenőcsöt készítettek, és ez megmentette az embereket a haláltól.

## Felhasználása
Régen pestises betegek kezelésére is használták. Gyökere gyomorerősítő, étvágygerjesztő, lázcsillapító hatású. Gyomor- vagy nyombélfekély esetén nem volt használható.